# 章瑄
章瑄（1413年—？），浙江紹興府會稽縣人，明朝政治人物、進士出身。

## 生平
景泰五年，登甲戌科進士，天順二年，擔任禮部山海關主事。后升任辽东行太仆寺少卿。

## 家族
曾祖章君采，贈禮部右侍郎。祖父章昇，贈禮部右侍郎。父親章啟。